# João Tavares Almeida
João Tavares Almeida, noto semplicemente come João Tavares (Vila Nova de Gaia, 12 dicembre 1998), è un calciatore portoghese, centrocampista dell'Olympiakos Nicosia.

## Caratteristiche tecniche
È un centrocampista centrale.

## Carriera
Cresciuto nel settore giovanile del Feirense, ha esordito in prima squadra l'11 novembre 2017 disputando l'incontro di Taça da Liga perso 2-1 contro il Moreirense.